# Engesvang Sogn
Engesvang Sogn er et sogn i Ikast-Brande Provsti (Viborg Stift). 
Sognet blev i 1896 udskilt fra Funder Sogn og Kragelund Sogn, som begge hørte til Hids Herred i Viborg Amt. De 3 sogne udgjorde én sognekommune, men blev senere 3 selvstændige sognekommuner. Ved kommunalreformen i 1970 blev Kragelund og Funder indlemmet i Silkeborg Kommune. Engesvang blev indlemmet i Ikast Kommune, som ved strukturreformen i 2007 blev udvidet til Ikast-Brande Kommune. 
I Engesvang Sogn ligger Engesvang Kirke.
I sognet findes følgende autoriserede stednavne:
- Elbæk (bebyggelse, vandareal)
- Engesvang (bebyggelse, ejerlav)
- Engesvang Huse (bebyggelse)
- Engesvang Kirkeby (bebyggelse)
- Firhuse (bebyggelse)
- Frederiksværk (bebyggelse, ejerlav)
- Gråmose Hede (bebyggelse, ejerlav)
- Hørbylunde (areal, bebyggelse)
- Klode Mølle (bebyggelse, ejerlav)
- Krathuse (bebyggelse)
- Moselund (bebyggelse, ejerlav)
- Neder Julianehede (bebyggelse)
- Over Julianehede (bebyggelse, ejerlav)
- Pårup (bebyggelse, ejerlav)
- Pårup Hede (bebyggelse)
- Skygge (bebyggelse, ejerlav)
- Skygge Å (vandareal)
- Skyggehale (bebyggelse)
- Stenholt (bebyggelse, ejerlav)
- Trehuse (bebyggelse)